# ГЕС Темаскал
ГЕС Темаскал (Miguel Alemán) — гідроелектростанція у мексиканському штаті Оахака. Використовує ресурс із річок Тонто та Санто-Домінго, відповідно лівої та правої твірних річки Папалоапан, яка впадає до Мексиканської затоки шість десятків кілометрів на південний схід від Веракруса.
Обидва витоки Папалоапан вище від їх злиття перекриті насипними спорудами:
- на Тонто розташована гребля Темаскал висотою 76 метрів, довжиною 830 метрів та шириною по гребеню 10 метрів, яка потребувала 4,1 млн м3 матеріалу. Крім того, у сточищі цієї річки зведено три допоміжні земляні дамби висотою 35, 15 та 4 метри при довжині 2050, 2060 та 124 метри відповідно;
- на Санто-Домінго споруджена гребля Cerro de Oro (Miguel de la Madrid Hurtado) висотою 70 метрів, довжиною 1670 метрів та шириною по гребеню 10 метрів, яка потребувала 11,7 млн м3 матеріалу.
Створені ними водойми підійшли впритул одна до одної, що дозволило з'єднати їх каналом довжиною лише 96 метрів. Хоча у підсумку утворилась спільно регульована водойма, проте проектні рівні у водосховищі Темаскал — від 44 до 67 (під час повені — до 69) метрів НРМ — дещо менші за аналогічні показники сховища Cerro de Oro — від 52 до 64 (під час повені — до 73) метрів НРМ. Загальний об'єм резервуарів складає 12358 млн м3, з яких 8828 млн м3 становлять корисний об'єм (а ще 1350 млн м3 зарезервовано для протиповеневих заходів).
Наприкінці 1950-х під греблею Темаскал облаштували перший машинний зал, обладнаний чотирма турбінами типу Френсіс потужністю по 38,5 МВт, які використовують напір у 51 метр. В 1991-му (після завершення греблі Cerro de Oro, будівництво якої припало на 1981—1988 роки) поряд звели другий зал з двома турбінами потужністю по 100 МВт, які розраховані на напір у 42 метра. Разом це обладнання забезпечує виробництво 1361 млн кВт-год електроенергії на рік.
Ресурс подається зі сховища до гідроагрегатів через чотири напірні водоводи діаметром по 8,3 метра та довжиною від 0,32 до 0,47 км. В системі також працюють чотири вирівнювальні резервуари баштового типу. Відпрацьована вода повертається у Тонто по відвідному каналу довжиною 0,4 км та шириною 55 метрів.